# 10:35
«10:35» — песня голландского диджея Tiësto при участии канадской певицы Тейт Макрей, вышедшая 3 ноября 2022 года на лейблах Musical Freedom и Atlantic Records в качестве шестого сингла из его седьмого студийного альбома Drive. Песня была спродюсирована Райаном Теддером, Tiësto, а написана Макрей, Теддером и другими соавторами.

## История
21 октября 2022 года Макрей впервые представил песню в TikTok, записанную в Atlantis The Royal, Дубай, не раскрыв никаких подробностей о песне. Оказалось, что клип на песню был снят на курорте, который открылся в январе 2023 года.
Мы с Тейт хотели создать песню, которая передавала бы энергетику пребывания в «Atlantis The Royal», и я с гордостью могу сказать, что и 10:35, и эта песня заразительны! Я так рад, что мир наконец-то услышал её.
— Tiësto о песне, посвященной партнерству с курортом, Billboard
Диджей также отметил сходство между основной идеей песни, переходом «от дня к ночи», и «двойным опытом» отеля

## Отзывы
Песня была описана как идеальное сочетание «легкого вокала» Макрей и «грубого, басовитого дропа» Тиесто. Лекси Лейн из Uproxx назвала ее «танцевальным гимном» и отметила «кристально чистый вокал» Макрей, а также инструментал, «создающий предвкушение».

## Чарты
| Чарт (2022—2023)                           | Высшая позиция |
| ------------------------------------------ | -------------- |
| Австралия (ARIA)                           | 13             |
| Австрия (Ö3 Austria Top 40)                | 10             |
| Бельгия/Фландрия (Ultratop 50)             | 23             |
| Бельгия/Валлония (Ultratop 50)             | 11             |
| Канада (Billboard Canadian Hot 100)        | 18             |
| Чехия (Rádio — Top 100)                    | 8              |
| Чехия (Singles Digitál Top 100)            | 44             |
| Франция (SNEP)                             | 57             |
| Германия (GfK)                             | 11             |
| Мир (Billboard Global 200)                 | 38             |
| Венгрия (Dance Top 40)                     | 21             |
| Венгрия (Rádiós Top 40)                    | 1              |
| Венгрия (Single Top 40)                    | 8              |
| Венгрия (Stream Top 40)                    | 28             |
| Ирландия (IRMA)                            | 5              |
| Нидерланды (Dutch Top 40)                  | 12             |
| Нидерланды (Single Top 100)                | 16             |
| Новая Зеландия (Recorded Music NZ)         | 29             |
| Норвегия (VG-lista)                        | 19             |
| Португалия (AFP)                           | 113            |
| Румыния (Romanian Radio Airplay)           | 10             |
| Россия (TopHit)                            | 62             |
| Словакия (Rádio — Top 100)                 | 47             |
| Словакия (Singles Digitál Top 100)         | 21             |
| Швеция (Sverigetopplistan)                 | 40             |
| Швейцария (Schweizer Hitparade)            | 13             |
| Великобритания (OCC UK Singles)            | 8              |
| США (Billboard Hot 100)                    | 69             |
| США (Billboard Hot Dance/Electronic Songs) | 3              |
| США (Billboard Pop Airplay)                | 21             |
| США (Billboard Rhythmic)                   | 39             |

| Чарт (2022)                | Позиция |
| -------------------------- | ------- |
| Netherlands (Dutch Top 40) | 93      |

| Чарт (2023)                               | Позиция |
| ----------------------------------------- | ------- |
| Canada (Canadian Hot 100)                 | 41      |
| Germany (Official German Charts)          | 39      |
| Global 200 (Billboard)                    | 140     |
| US Hot Dance/Electronic Songs (Billboard) | 5       |

## Сертификации
| Регион                                                                      | Сертификация  | Продажи   |
| --------------------------------------------------------------------------- | ------------- | --------- |
| Австралия (ARIA)                                                            | Платиновый    | 70 000    |
| Австрия (IFPI Austria)                                                      | Платиновый    | 30 000    |
| Канада (Music Canada)                                                       | 4× Платиновый | 320 000   |
| Дания (IFPI Danmark)                                                        | Платиновый    | 90 000    |
| Франция (SNEP)                                                              | Платиновый    | 200 000   |
| Германия (BVMI)                                                             | Золотой       | 200 000   |
| Италия (FIMI)                                                               | Золотой       | 50 000    |
| Новая Зеландия (RMNZ)                                                       | Платиновый    | 30 000    |
| Польша (ZPAV)                                                               | Платиновый    | 50 000    |
| Португалия (AFP)                                                            | Золотой       | 5000      |
| Испания (PROMUSICAE)                                                        | Золотой       | 30 000    |
| Швейцария (IFPI Switzerland)                                                | Платиновый    | 20 000    |
| Великобритания (BPI)                                                        | Платиновый    | 600 000   |
| США (RIAA)                                                                  | Платиновый    | 1 000 000 |
| Данные о продажах + прослушиваниях приведены только на основе сертификации. |               |           |